# Monique Smit (golfster)
Monique Smit (Nelspruit, 26 februari 1991) is een Zuid-Afrikaanse golfprofessional. Ze debuteerde in 2012 op de Ladies European Tour en in 2014 op de Sunshine Ladies Tour.

## Loopbaan
Smit had een succesvolle golfcarrière bij de amateurs en won verscheidene regionale kampioenschappen in Zuid-Afrika. Op 1 augustus 2011 werd ze een golfprofessional.
In februari 2012 debuteerde Smit op de Ladies European Tour en heeft tot op het heden nog geen successen geboekt op de LET.
In begin februari 2014 maakte Smit haar debuut op de pas opgerichte Sunshine Ladies Tour. Op 23 februari 2014 behaalde ze daar haar eerste profzege door de Dimension Data Ladies Pro-Am te winnen.

## Prestaties

### Amateur
- 2007: Kwa-Zulu Natal Junior Championship
- 2008: Jakarta World Junior Championship, Ernie Els World Junior Invitational Championship, Western Province Stroke Play Championship
- 2009: All Africa Championship
- 2010: Gus Ackermann Championship
- 2011: Western Province Stroke Play Championship, Gauteng Matchplay Championship, Gus Ackermann Championship, GOSH Leinster Championship (Ierland)

### Professional
Sunshine Ladies Tour
| Nr. | Datum            | Toernooi                     | Score     | Score | Info            |
| --- | ---------------- | ---------------------------- | --------- | ----- | --------------- |
| 1   | 23 februari 2014 | Dimension Data Ladies Pro-Am | 63-72=135 | –9    | Eerste profzege |
| 2   | 7 maart 2014     | Super Sport Challenge        | 71-68=139 | –5    | [ 2 ]           |